# Weyer Balázs
Weyer Balázs (Budapest, 1972. szeptember 13. –) magyar újságíró, az Origo alapító főszerkesztője (2000–2011), világzenei rendezvények ihletője, szervezője.

## Élete
Édesapja Weyer Béla újságíró, a HVG volt berlini tudósítója, édesanyja Galotti Gizella. 1998-ban az Eötvös Loránd Tudományegyetem magyar szakán, egy évvel később pedig az ELTE kommunikáció szakán végzett. 2012-ben a Sheffieldi Egyetem University World Music Studies szakán etnomuzikológus képzettséget szerzett. Már egyetemistaként újságíró volt a Magyar Narancs (1993–1996) és Vasárnapi Hírek (1996–97) lapoknál, 1995-ben a Tilos Rádió munkatársaként, 1997–98-ban pedig az RTL Klub hírszerkesztőjeként dolgozott. A Minőségi Újságírásért díjat adó alapítvány szakmai zsűrijének tagja. 2000 májusában lett az Origo főszerkesztője, 2010. június 17-én pedig a hírportál szerkesztőségének éléről Weyert az egész Origo-csoport főszerkesztőjévé léptették elő, a lap főszerkesztője Nádori Péter lett. 2011. október 1-ig volt főszerkesztő, ekként a Magyar Tartalomszolgáltatók Egyesületének elnökségi tagja, az Önszabályozó Reklámtestület választmányának tagja. 2012-ben több mint harminc - volt és aktív - főszerkesztővel együtt a média átláthatóságáért, etikus újságírásért életre hívták a Főszerkesztők fóruma nevű társaságot, melynek Weyer alapító vezetője. 2013-ban Poszt címmel indított internetes tartalmakat újraközlő nyomtatott lapot, melynek szeptemberben megjelent első száma egyben az utolsó is volt: az újság többé nem jelent meg. 2015-ben Sáling Gergővel és Pethő Andrással - mindketten korábbi origosok - megalapította a Direkt36 nevű tényfeltáró újságírói csoportot. 2015 óta a Hangvető programigazgatója, a World Music Expo magyarországi kiállításának szervezője, a Budapest Ritmo világzenei fesztivál egyik kitalálója és szervezője.
2006-ig a Színház- és Filmművészeti Egyetem televízió műsorvezető, rendező osztályában oktatott újságírást, valamint tanított az ELTE Média és Kommunikáció Tanszékén, illetve a Független Médiaközpontban is.

### Az Origónál
1997-ben György Péter ajánlására az akkori Matáv az internetszolgáltatás megindítása előtt tanulmányt rendelt a magyar nyelvű internetes tartalomfejlesztés lehetőségéről, amit Nádori Péter, Pohly Ferenc, Simó György és Weyer Balázs készített el. Ez volt a későbbi origo és annak gazdasági rovatának, az Üzleti negyednek az alapja. A lap 1998 decemberében indult, első főszerkesztője Nádori Péter volt, aki azonban korán elment, őt az RTL Klubtól visszatérő Weyer követte 2000 májusában. Weyer egyike volt azoknak, akik kidolgozták az Origo tartalmi koncepcióját, és ő volt az is, aki a 2015 végén bekövetkezett politikai hátterű tulajdonosváltozásig érezhető, a BBC-t mintának tekintő semleges hangvételű újságírást képviselte. 2011. október 1-jén Vaszily Miklós, az Index.hu Zrt.-től átigazolt új vezérigazgató elbocsátotta Weyert (és az időközben visszatért Nádori Pétert), utólag beismerve: tartott attól, hogy a két alapítónak túl nagy informális hatalma van a szerkesztőségben, és nem tud hatni a lapra, így felelősséget vállalni a cégért. Weyer később úgy nyilatkozott: akkor küldték el az Origótól, amikor a lap a legjobb korszakát élte.

## Díjai
- A Magyar Hírközlésért Szakmai Érem 2005[17]
- Magyar Ezüst Érdemkereszt 2017

## Publikációi
- Szegény sztárok: Nat King Cole Michael Jackson / / Weyer Balázs - Metsze(t)t 1993
- Felelősök (Kóczián Péterrel közösen). Budapest, 1996., Figyelő.
- Kántor nyomoz. Az invesztigatív újságírásról. (Vajda Évával közösen). In: A nyilvánosság rendszerváltozása. Budapest, 1998., Új Mandátum.
- Szabadon. A közösségi rádiózás Magyarországon. (Giczey Péterrel, Cs. Kádár Péterrel és Péterfy Ferenccel közösen). Budapest, 1999., Szabad Rádiók Magyarországi Szervezete
- Hogyan mentsük meg a sajtót, hogy az megmenthessen minket? : a szabad média anyagi és intézményi környezetének kiépítése - Hegymenet : társadalmi és politikai kihívások Magyarországon / szerk. Jakab András, Urbán László- Osiris, 2017